# Wereldkampioenschappen boogschieten 2011
De wereldkampioenschappen boogschieten 2011 waren door de Fédération Internationale de Tir à l'Arc (FITA) georganiseerde kampioenschappen voor boogschutters. De 44e editie van de wereldkampioenschappen vond plaats in het Italiaanse Turijn 2 tot en met 10 juli 2011.
De acht beste teams op het onderdeel recurve, zowel bij de mannen als bij de vrouwen, kwalificeerden zich voor de Olympische Zomerspelen van 2012 in Londen. Daarnaast werden er, zowel bij de mannen als bij de vrouwen, acht tickets vergeven aan individuele boogschutters.

## Medailles

### Recurve
| Onderdeel             | Goud | Goud                                              | Zilver | Zilver                                                 | Brons | Brons                                          |
| --------------------- | ---- | ------------------------------------------------- | ------ | ------------------------------------------------------ | ----- | ---------------------------------------------- |
| Mannen (individueel)  | KOR  | Kim Woo-jin                                       | KOR    | Oh Jin-hyek                                            | USA   | Brady Ellison                                  |
| Mannen (team)         | KOR  | Oh Jin-hyek Kim Woo-jin Im Dong-hyun              | FRA    | Gaël Prévost Jean-Charles Valladont Romain Girouille   | ITA   | Michele Frangilli Marco Galiazzo Mauro Nespoli |
| Vrouwen (individueel) | CHI  | Denisse Van Lamoen                                | GEO    | Kristine Esebua                                        | CHN   | Fang Yuting                                    |
| Vrouwen (team)        | ITA  | Natalia Valeeva Guendalina Sartori Jessica Tomasi | IND    | Deepika Kumari Laishram Bombayla Devi Chekrovolu Swuro | KOR   | Han Gyeonghee Jung Dasomi Ki Bo-bee            |
| Gemengd team          | KOR  | Im Dong-hyun Ki Bo-bee                            | MEX    | Juan René Serrano Aida Roman                           | GBR   | Larry Godfrey Amy Oliver                       |

### Compound
| Onderdeel             | Goud | Goud                                          | Zilver | Zilver                                           | Brons | Brons                                              |
| --------------------- | ---- | --------------------------------------------- | ------ | ------------------------------------------------ | ----- | -------------------------------------------------- |
| Mannen (individueel)  | CAN  | Christopher Perkins                           | USA    | Jesse Broadwater                                 | USA   | Reo Wilde                                          |
| Mannen (team)         | USA  | Jesse Broadwater Braden Gellenthien Reo Wilde | DEN    | Martin Damsbo Torben Johannessen Patrick Laursen | CAN   | Christopher Perkins Simon Rousseau Dietmar Trillus |
| Vrouwen (individueel) | RUS  | Albina Loginova                               | FRA    | Pascale Lebecque                                 | USA   | Erika Anschutz                                     |
| Vrouwen (team)        | USA  | Erika Anschutz Christie Colin Jamie Van Natta | IRI    | Vida Halimian Mahtab Parsamehr Shabnam Sarlak    | VEN   | Olga Bosh Luzmary Guédez Ana Mendoza               |
| Gemengd team          | ITA  | Sergio Pagni Marcella Tonioli                 | NED    | Peter Elzinga Inge van Caspel                    | KOR   | Choi Yong-hee Seok Ji-hyun                         |

### Medaillespiegel
| Plaats | Land                | Goud | Zilver | Brons | Totaal |
| 1      | Zuid-Korea          | 3    | 1      | 2     | 6      |
| 2      | Verenigde Staten    | 2    | 1      | 3     | 6      |
| 3      | Italië              | 2    | 0      | 1     | 3      |
| 4      | Canada              | 1    | 0      | 1     | 2      |
| 5      | Chili               | 1    | 0      | 0     | 1      |
| 5      | Rusland             | 1    | 0      | 0     | 1      |
| 7      | Frankrijk           | 0    | 2      | 0     | 2      |
| 8      | Denemarken          | 0    | 1      | 0     | 1      |
| 8      | Georgië             | 0    | 1      | 0     | 1      |
| 8      | India               | 0    | 1      | 0     | 1      |
| 8      | Iran                | 0    | 1      | 0     | 1      |
| 8      | Mexico              | 0    | 1      | 0     | 1      |
| 8      | Nederland           | 0    | 1      | 0     | 1      |
| 14     | China               | 0    | 0      | 1     | 1      |
| 14     | Verenigd Koninkrijk | 0    | 0      | 1     | 1      |
| 14     | Venezuela           | 0    | 0      | 1     | 1      |
| Totaal | Totaal              | 10   | 10     | 10    | 30     |